# سینداگی
سینداگی (به انگلیسی: Sindagi) یک منطقهٔ مسکونی در هند است که در بخش بیجاپور واقع شده‌است. سینداگی ۳۷٬۲۱۳ نفر جمعیت دارد و ۵۰۰ متر بالاتر از سطح دریا واقع شده‌است.